# Ідіоморфні мінерали
Мінерали ідіоморфні (рос. минералы идиоморфные, англ. idiomorphic minerals, нім. Idiomorphminerale n pl, idiomorphe Minerale n pl) — мінерали зернистих агрегатів, які мають власні обмеження, характерні для даного мінералу.
Синонім — мінерали евгедральні.
Дотичні терміни:
- Ідіоморфний (рос. идиоморфный, англ. idiomorphic, нім. Idiomorph) — такий, що має власні кристалографічні обриси.

- Ідіоморфізм (рос. идиоморфизм, англ. idiomorphism, нім. Idiomorphie f) — здатність мінералів набирати в мінеральних комплексах властивої їм форми кристалів.